# Pterolophia fuscostictica
Pterolophia fuscostictica là một loài bọ cánh cứng trong họ Cerambycidae.